# Protidricerus elwesii
Protidricerus elwesii är en insektsart som först beskrevs av Robert McLachlan 1891.
Protidricerus elwesii ingår i släktet Protidricerus och familjen fjärilsländor. Inga underarter finns listade i Catalogue of Life.